# Terra X: Faszination Erde
Terra X: Faszination Erde ist eine Terra-X-Dokumentationsreihe über verschiedene Regionen der Welt und deren geologische und kulturelle Geschichte. Die Sendung wurde erstmals 2003 ausgestrahlt und von Joachim Bublath moderiert.
Nach dessen Ruhestand übernahm Dirk Steffens.
Im September 2011 wurden zwei Best-Of-Sendungen produziert, die alle bis dahin ausgestrahlten Folgen mit Dirk Steffens zusammenfassen. 2022 wechselte Steffens zu RTL Deutschland, die bereits aufgezeichnete 31. Staffel war seine letzte.
Die reguläre Sendung setzte aus. Seit April 2024 moderiert Hannah Emde.
Zum 20. Jubiläum der Sendung zeigte das ZDF im Dezember 2023 drei Folgen mit prominenten Moderatoren: Christoph Maria Herbst, Sibel Kekilli und Wotan Wilke Möhring.

## Episoden

### Episoden mit Joachim Bublath
| Folge     | Episodentitel                        | Erstausstrahlung  |
| --------- | ------------------------------------ | ----------------- |
| Staffel 1 |                                      |                   |
| 1         | Namibias verborgene Schätze          | 2. Februar 2003   |
| 2         | Abenteuer Unterwasser                | 9. Februar 2003   |
| 3         | Pantanal: Brasiliens El Dorado       | 16. Februar 2003  |
| Staffel 2 |                                      |                   |
| 4         | Patagonien – am Ende der Welt        | 8. Februar 2004   |
| 5         | Uramazonas – die tödliche Flut       | 15. Februar 2004  |
| 6         | Asien – das Wasser des Lebens        | 22. Februar 2004  |
| Staffel 3 |                                      |                   |
| 7         | Das wilde Afrika                     | 30. Januar 2005   |
| 8         | Die Küste des Leidens                | 6. Februar 2005   |
| 9         | Das tödliche Paradies                | 13. Februar 2005  |
| Staffel 4 |                                      |                   |
| 10        | Im Reich des Orinoco                 | 29. Januar 2006   |
| 11        | Das andere Japan                     | 5. Februar 2006   |
| 12        | Das wilde Australien                 | 12. Februar 2006  |
| Staffel 5 |                                      |                   |
| 13        | Eisige Welten – Grönland             | 26. November 2006 |
| 14        | Feurige Welten – Die Anden           | 3. Dezember 2006  |
| 15        | Feindliche Welten – Australien       | 10. Dezember 2006 |
| Staffel 6 |                                      |                   |
| 16        | Die rote Hölle – Australien          | 21. Januar 2007   |
| 17        | Die grüne Hölle – Amazonas           | 28. Januar 2007   |
| 18        | Die weiße Hölle – Antarktis          | 4. Februar 2007   |
| Staffel 7 |                                      |                   |
| 19        | Island – Die Feuerinsel              | 25. November 2007 |
| 20        | Das unbekannte China                 | 2. Dezember 2007  |
| 21        | Äthiopien – geheimnisvolle Schätze   | 9. Dezember 2007  |
| 22        | Mexiko – Verborgene Welten           | 27. Januar 2008   |
| 23        | Abenteuerliches Südamerika           | 3. Februar 2008   |
| 24        | Spitzbergen – Paradies in der Arktis | 10. Februar 2008  |

### Episoden mit Dirk Steffens
| Folge      | Episodentitel                                        | Erstausstrahlung   |
| ---------- | ---------------------------------------------------- | ------------------ |
| Staffel 8  |                                                      |                    |
| 25         | Wildnis aus Feuer und Eis – Alaska                   | 7. Dezember 2008   |
| 26         | Inseln am Rand der Hölle – Indonesien                | 14. Dezember 2008  |
| Staffel 9  |                                                      |                    |
| 27         | Traumland zwischen den Kontinenten – Neuseeland      | 22. Februar 2009   |
| 28         | Mythos und Wirklichkeit am Kilimandscharo – Tansania | 1. März 2009       |
| Staffel 10 |                                                      |                    |
| 29         | Sibirien – Der rätselhafte Riese                     | 22. November 2009  |
| 30         | Südsee – Paradies aus der Hölle                      | 29. November 2009  |
| 31         | Ägypten – Das Geschenk des Nil                       | 6. Dezember 2009   |
| Staffel 11 |                                                      |                    |
| 32         | Afrika – Mitten ins Herz                             | 2. März 2010       |
| 33         | Panama – Ein Zwerg verändert die Welt                | 7. März 2010       |
| 34         | Patagonien – Leben am Limit                          | 9. März 2010       |
| Staffel 12 |                                                      |                    |
| 35         | Israel – Raues Heiliges Land                         | 26. Dezember 2010  |
| 36         | Japan – Legendäre Inselwelt                          | 1. Januar 2011     |
| 37         | Mexiko – Wildes Aztekenreich                         | 2. Januar 2011     |
| 38         | Indien – Himmel auf Erden                            | 30. Januar 2011    |
| 39         | Türkei – Brücke zum Morgenland                       | 6. Februar 2011    |
| 40         | Südafrika – Land der Guten Hoffnung                  | 13. Februar 2011   |
| Staffel 13 |                                                      |                    |
| 41         | Australien – Schicksal eines Außenseiters            | 4. Dezember 2011   |
| 42         | Skandinavien – Land der Wikinger                     | 11. Dezember 2011  |
| Staffel 14 |                                                      |                    |
| 43         | Teuflisches Paradies – Australien                    | 26. Februar 2012   |
| 44         | Der Wilde Westen                                     | 4. März 2012       |
| 45         | Inseln zwischen den Welten – Philippinen             | 22. April 2012     |
| 46         | Die Quellen des Amazonas                             | 29. April 2012     |
| Staffel 15 |                                                      |                    |
| 47         | Norwegen – Ein Land reist um die Welt                | 11. November 2012  |
| 48         | Hawaii – Feuerland im Nirgendwo                      | 18. November 2012  |
| Staffel 16 |                                                      |                    |
| 49         | Äthiopien – Zauber des Anfangs                       | 3. März 2013       |
| 50         | Chile – Land der Extreme                             | 10. März 2013      |
| 51         | Katastrophen – Wie das Leben überleben lernte        | 7. April 2013      |
| 52         | Extreme – Wie das Leben die Welt eroberte            | 14. April 2013     |
| Staffel 17 |                                                      |                    |
| 53         | Kanada – Ruf der Wildnis                             | 10. November 2013  |
| 54         | Madagaskar – Jenseits von Afrika                     | 17. November 2013  |
| 55         | Wildes Mittelmeer – Wiege Europas                    | 24. November 2013  |
| Staffel 18 |                                                      |                    |
| 56         | Namibia – Zauber der Wüstenhölle                     | 26. Januar 2014    |
| 57         | China – Auf der Spur der Drachen                     | 2. Februar 2014    |
| 58         | Wie das Leben lieben lernte                          | 16. Februar 2014   |
| Staffel 19 |                                                      |                    |
| 59         | Kalahari – Die Flut in der Wüste                     | 9. November 2014   |
| 60         | Brasilien – Jeder Tropfen zählt                      | 16. November 2014  |
| 61         | Island – Das Tor zur Anderswelt                      | 23. November 2014  |
| Staffel 20 |                                                      |                    |
| 62         | Das goldene Dreieck                                  | 1. Februar 2015    |
| 63         | Wasserjagd in der Wüste                              | 8. Februar 2015    |
| 64         | Wie das Leben kämpfen lernte                         | 22. Februar 2015   |
| Staffel 21 |                                                      |                    |
| 65         | Ecuador – Galapagos und die Spur der Entdecker       | 15. November 2015  |
| 66         | Papua-Neuguinea – Das verhexte Paradies              | 22. November 2015  |
| 67         | Schottland – Der Mythos der Highlands                | 29. November 2015  |
| Staffel 22 |                                                      |                    |
| 68         | Rocky Mountains – Schicksal eines Kontinents         | 31. Januar 2016    |
| 69         | Neuseeland – Phönix aus der Asche                    | 7. Februar 2016    |
| 70         | Der wahre Fluch der Karibik                          | 14. Februar 2016   |
| Staffel 23 |                                                      |                    |
| 71         | Südsee – Paradies am Abgrund                         | 20. November 2016  |
| 72         | Himalaya – Die Macht des Mythos                      | 27. November 2016  |
| Staffel 24 |                                                      |                    |
| 73         | Australien – eine unendliche Geschichte              | 26. Februar 2017   |
| 74         | Arabien – Zauberreich zwischen den Welten            | 5. März 2017       |
| 75         | Sri Lanka – Geschenk des Himmels                     | 9. Juli 2017       |
| 76         | Grönland – Die Sonne bringt es an den Tag            | 23. Juli 2017      |
| 77         | Planet der Wälder                                    | 3. Dezember 2017   |
| 78         | Sahara – Schätze im Sandmeer                         | 10. Dezember 2017  |
| 79         | Costa Rica – Wild und weltbewegend                   | 17. Dezember 2017  |
| Staffel 25 |                                                      |                    |
| 80         | Kongo – Ein Fluss, zwei Welten                       | 21. Januar 2018    |
| 81         | Vietnam – Zerbrechliche Schönheit                    | 28. Januar 2018    |
| 82         | Die Weltenveränderer                                 | 4. Februar 2018    |
| Staffel 26 |                                                      |                    |
| 83         | Japan – Land der Gegensätze                          | 16. Dezember 2018  |
| 84         | Ostsee – Junges Meer am Abgrund?                     | 23. Dezember 2018  |
| 85         | Der Malaiische Archipel – Dem Leben auf der Spur     | 30. Dezember 2018  |
| 86         | Kanada – Schatz der Kälte                            | 3. Februar 2019    |
| 87         | Südafrika – Überlebenskampf zwischen den Ozeanen     | 10. Februar 2019   |
| 88         | Seychellen – Bewahrer verlorener Schätze             | 17. Februar 2019   |
| Staffel 27 |                                                      |                    |
| 89         | Kamerun – Ganz Afrika im Kleinen                     | 10. November 2019  |
| 90         | Kuba – Das Erbe der Revolution                       | 17. November 2019  |
| 91         | USA – Wer beherrscht Amerika?                        | 2. Februar 2020    |
| 92         | Sibirien – Zurück in die Eiszeit                     | 9. Februar 2020    |
| 93         | Argentinien – Geboren aus Extremen                   | 16. Februar 2020   |
| 94         | Antarktis – Expedition in die Zukunft                | 23. Februar 2020   |
| 95         | Aus Liebe zum Artenschutz                            | 8. November 2020   |
| 96         | Vulkane – die unheimlichen Schöpfer                  | 15. November 2020  |
| 97         | Die Alpen – Nichts ist für die Ewigkeit              | 22. November 2020  |
| 98         | Makronesien – Oasen in der blauen Wüste              | 21. Februar 2021   |
| Staffel 28 |                                                      |                    |
| 99         | Tiere die Geschichte schreiben                       | 28. Februar 2021   |
| 100        | Im Sog der Unterwelt                                 | 07. März 2021      |
| Staffel 29 |                                                      |                    |
| 101        | Extreme Welten – Das unsichtbare Netzwerk            | 14. November 2021  |
| 102        | Überleben – Planet im Wandel                         | 21. November 2021  |
| 103        | Die Zähmung des wilden Planeten                      | 28. November 2021  |
| Staffel 30 |                                                      |                    |
| 104        | Irland – die magische Insel                          | 06. Februar 2022   |
| 105        | Inselwelten – wo das Leben überrascht                | 13. Februar 2022   |
| 106        | Planet in Flammen                                    | 20. Februar 2022   |
| Staffel 31 |                                                      |                    |
| 107        | Spatzenhirne und Intelligenzbestien                  | 25. September 2022 |
| 108        | Europas Wilder Westen – die Iberische Halbinsel      | 02. Oktober 2022   |
| 109        | Alaska – im ewigen Frühling                          | 09. Oktober 2022   |

### Episoden mit Hannah Emde
| Folge      | Episodentitel                                 | Erstausstrahlung  |
| ---------- | --------------------------------------------- | ----------------- |
| Staffel 32 |                                               |                   |
|            | Thailand – Der Wildnis zu nah?                | 07. April 2024    |
|            | Galapagos – Insel der Freaks                  | 14. April 2024    |
|            | Gabun – Afrikas letztes Paradies?             | 21. April 2024    |
|            | Guatemala – Überlebenskampf im Dschungel      | 08. Dezember 2024 |
|            | Transsilvanien – Europas gruseliges Geheimnis | 15. Dezember 2024 |
|            | Kanada – im Reich des Wassers                 | 22. Dezember 2024 |

### Jubiläumsfolgen
| Folge | Episodentitel         | Moderator              | Erstausstrahlung  |
| ----- | --------------------- | ---------------------- | ----------------- |
| 110   | Brennendes Australien | Christoph Maria Herbst | 3. Dezember 2023  |
| 111   | Wildes Kenia          | Sibel Kekilli          | 10. Dezember 2023 |
| 112   | Eisiges Island        | Wotan Wilke Möhring    | 17. Dezember 2023 |

### Best Ofs/Specials
| Folge | Episodentitel | Erstausstrahlung   |
| ----- | ------------- | ------------------ |
| 1     | Eisige Welten | 20. September 2011 |
| 2     | Inselwelten   | 27. September 2011 |